# Hikuta
 (septembre 2024).
La lutte Hikuta est un sport de combat égyptien encore pratiqué aujourd'hui. Elle a ses racines dans une autre lutte encore plus ancienne, le « Kuta », qui était à l'origine développée par les gardes du corps des anciens pharaons d'Égypte pour les protéger le plus efficacement possible.[réf. nécessaire]
Le Kuta fut gardé secret par les dirigeants du Moyen-Orient pendant plus d'un millier d'années, jusqu'à sa découverte par des militaires. Aujourd'hui, le Kuta est la base de la lutte Hikuta.